# الهجرة (المضاربة والعارة)

تعديل مصدري - تعديل

الهجرة هي إحدى قرى عزلة المضاربة بمديرية المضاربة والعارة التابعة لمحافظة لحج، بلغ تعداد سكانها 298 نسمة حسب تعداد اليمن لعام 2004.